# Децентрализована управа у Грчкој
Република Грчка је 2011. године добила ново устројство државе, подељено на три нивоа. Држава је подељена на 7 децентрализованих управа, 13 периферија и 325 општина. Периферије и општине имају потпуну самоуправу, док су децентрализоване управе засноване на секретарима, које независно поставља грчка скупштина.

## Суштина Децентрализованих управа
Новоуведени ниво при новој управној подели јесте децентрализована управа (грч. αποκεντρωμένες διοικήσεις), која обухвата 2 или 3 периферије (осим у случају Атике и Крита). Њима руководе секретари, које независно поставља грчка скупштина, уз учешће саветодавног савета, именованог од стране начелника периферија и представника општине, које су у надлежности датог секретара. На тај начин секретари имају улогу надзора од стране државе над радом периферија.

## Списак децетрализованих управа
1. Децетрализована управа Атике обухвата периферију Атику,
2. Децетрализована управа Егеја обухвата периферије Северни Егеј и Јужни Егеј,
3. Децетрализована управа Епира и Западне Македоније обухвата периферије Епир и Западну Македонију,
4. Децетрализована управа Македоније и Тракије обухвата периферије Средишњу Македонију и Источну Македонију и Тракију,
5. Децетрализована управа Пелопонеза, Западне Грчке и Јонских острва обухвата периферије Пелопонез, Западну Грчку и Јонска острва,
6. Децетрализована управа Тесалије и Копнене Грчке обухвата периферије Тесалију и Средишњу Грчку,
7. Децетрализована управа Крита обухвата периферију Крит.